# Механика на контакта
Механиката на контакта се занимава с изчисляването на еластични, вискоеластични или пластични тела в статичен или динамичен контакт. Механиката на контакта е основна инженерна дисциплина, необходима за изграждането на сигурни и енергийно пестеливи съоръжения.
Механиката на контакта е интересна при изучаването на контакта между релси и колело, куплунги, спирачки, гуми, плъзгащи лагери, сачмени лагери и лагери с цилиндрични ролки, двигатели с вътрешно горене, стави, уплътнения, огъвания, материалообработващи процеси, заваряване, електрически контакти и много други. Нейните задачи обхващат изчисляването на устойчивостта на контактни и свързващи елементи посредством въздействието върху триенето и износването чрез смазка или дизайн на материала както и приложението ѝ в микро– и нанотехнологиите.

## История
Класическата механика на контакта е предимно свързана с името на Хайнрих Херц. През 1882 Херц решава проблема при контакта между две еластични тела с изкривени повърхности. Този класически резултат е и до днес основополагащ за механиката на контакта. Други ранни аналитични трудове на тази тема са тези на J. V. Boussinesq и V. Cerruti.
Чак около столетие по-късно Johnson, Kendall и Roberts откриват аналитично решение подобно на това на Херц за адхезивен контакт (JKR-Теория).
Напредъкът на нашите познания по механика на контакта произлиза от средата на 20 век и е свързан с имената на Bowden и Tabor. Те първи обръщат внимание на значимостта на набраздеността на допиращите се тела. Заради набраздеността истинската допирна повърхност между две тела обикновено е кратно по-малка от общтата им повърхност. Този възглед променя коренно посоката на много трибологични изследвания. Трудовете на Bowden и Tabor са повода за възникването на редица теории на механиката на контакта между грапави повърхности.
Като първи постижения в тази област трябва да бъдат споменати преди всичко трудовете на Archard (1957), който стига до извода, че също и при контакта между еластични, набраздени повърхности допирната повърхност е почти пропорционална на нормалната сила. Важни приноси са свързани с имената на Greenwood и Williamson (1966), Bush (1975) и Persson (2002). Основният извод на тези трудове е, че истинската допирна повърхност при набраздени тела е грубо казано пропорционална на нормалната сила, докато условията при отделните микроконтакти (налягане, размер на микроконтакта) са слабо зависими от натоварването.
Много задачи на механиката на контакта се решават днес посредством програми за симулация, които се базират на метода на крайните елементи или така наречения REM (boundary element method). В тази област съществуват множество научни трудове, някои от които могат да бъдат открити наред с основите на механиката на контакта в книгите на Laursen (2002) и Wriggers (2006).

## Класически задачи на механиката на контакта

### Контакт между сфера и еластично полупространство
Ако една еластична сфера с радиус {\displaystyle R} бъде притисната в еластично полупространство на дълбочина {\displaystyle d} (дълбочина на проникване), то тогава се образува допирна повърхност с радиус {\displaystyle a={\sqrt {Rd}}}.
Нужната за това сила е равна на
{\displaystyle F={\frac {4}{3}}E^{*}R^{1/2}d^{3/2}},
като важи
{\displaystyle {\frac {1}{E^{*}}}={\frac {1-\nu _{1}^{2}}{E_{1}}}+{\frac {1-\nu _{2}^{2}}{E_{2}}}}.
{\displaystyle E_{1}} и {\displaystyle E_{2}} са модулите на еластичност, {\displaystyle \nu _{1}} и {\displaystyle \nu _{2}} са коефициентите на Поасон на двете тела.
Ако две сфери с радиуси {\displaystyle R_{1}} и {\displaystyle R_{2}} са в контакт, то тези уравнения са в сила, ако радиусът в тях {\displaystyle R} се изчисли по следния начин
{\displaystyle {\frac {1}{R}}={\frac {1}{R_{1}}}+{\frac {1}{R_{2}}}}
Налягането върху повърхността на контакта се изчислява чрез
{\displaystyle p=p_{0}\left(1-{\frac {r^{2}}{a^{2}}}\right)^{1/2}}
като важи
{\displaystyle p_{0}={\frac {2}{\pi }}E^{*}\left({\frac {d}{R}}\right)^{1/2}}.
Максималното тангенциално напрежение се намира във вътрешността, при {\displaystyle \nu =0,33} и {\displaystyle z\approx 0,49a}.

### Контакт между два кръстосани цилиндъра с равни радиусиR{\displaystyle R}
съответства на контакта между една сфера с радиус {\displaystyle R} и една равнина (виж горе).

### Контакт между твърд цилиндър и еластично полупространство
Ако един твърд цилиндър с радиус {\displaystyle a} бъде притиснат в еластично полупространство, то налягането се изчислява чрез
{\displaystyle p=p_{0}\left(1-{\frac {r^{2}}{a^{2}}}\right)^{-1/2}}
като
{\displaystyle p_{0}={\frac {1}{\pi }}E^{*}{\frac {d}{a}}}.
Взаимодействието между дълбочината на проникване на телата и нормалната сила е равно на
{\displaystyle F=2aE^{*}d{\frac {}{}}}.

### Контакт между твърд конусовиден индентор и еластично полупространство
При притискането на еластично полупространство с твърд конусовиден индентор дълбочината на проникване и радиусът на контакт се изчисляват по следния начин
{\displaystyle d={\frac {\pi }{2}}a\tan \theta }
{\displaystyle \theta } е ъгълът между равнината и наклонената страна на конуса.
Налягането се изчислява чрез следната формула
{\displaystyle p(r)=-{\frac {Ed}{\pi a\left(1-\nu ^{2}\right)}}ln\left({\frac {a}{r}}+{\sqrt {\left({\frac {a}{r}}\right)^{2}-1}}\right)}.
Напрежението показва на върха на конуса (в центъра на областта на контакт) логаритмична сингулярност. Общата сила се изчислява по следния начин
{\displaystyle F_{N}={\frac {2}{\pi }}E{\frac {d^{2}}{\tan \theta }}}.

### Контакт между два цилиндъра с успоредни оси
При контакт между два цилиндъра с успоредни оси силата е право пропорционална на дълбочината на проникване:
{\displaystyle F={\frac {\pi }{4}}E^{*}Ld}.
Радиусът на кривината не се съдържа в тази формула. Половината ширина на контакта се изчислява чрез
{\displaystyle a={\sqrt {Rd}}},
като важи
{\displaystyle {\frac {1}{R}}={\frac {1}{R_{1}}}+{\frac {1}{R_{2}}}}
както при контакта между две сфери. Максималното налягане е равно на
{\displaystyle p_{0}=\left({\frac {E^{*}F}{\pi LR}}\right)^{1/2}}.

### Контакт между грапави повърхности
Ако две тела с грапави повърхности бъдат притиснати едно в друго, то истинската допирна повърхност {\displaystyle A} е много по-малка от общата им повърхност {\displaystyle A_{0}} (при идеално гладки повърхности). При контакта между една „стохастично грапава“ повърхност и едно еластично полупространство истинската допирна повърхност е пропорционална на нормалната сила {\displaystyle F} и се изчислява чрез следното уравнение
{\displaystyle A={\frac {\kappa }{E^{*}h'}}F}
като {\displaystyle h'} е средноквадратичната стойност на наклона на повърхността и {\displaystyle \kappa \approx 2}.
Средната стойност на налягането върху истинската допирна повърхност
{\displaystyle \sigma ={\frac {F}{A}}\approx {\frac {1}{2}}E^{*}h'}
е приблизително равна на половината на ефективния еластичен модул {\displaystyle E^{*}} умножен със средноквадратичната стойност на наклона на повърхността {\displaystyle h'}.
Ако това налягане е по-голямо от твърдостта (закалеността) {\displaystyle \sigma _{0}} на материала и
{\displaystyle \Psi ={\frac {E^{*}h'}{\sigma _{0}}}>2},
то микроскопичните неравности са изцяло в пластично състояние. При {\displaystyle \Psi <{\frac {2}{3}}} повърхността реагира при контакт еластично. Величината {\displaystyle \Psi } е въведена от Greenwood и Williamson и е наречена индекс на пластичността. Фактът, дали изучаваната система реагира еластично или пластично, не зависи от действащата нормална сила.